# Material de porcelana (química)

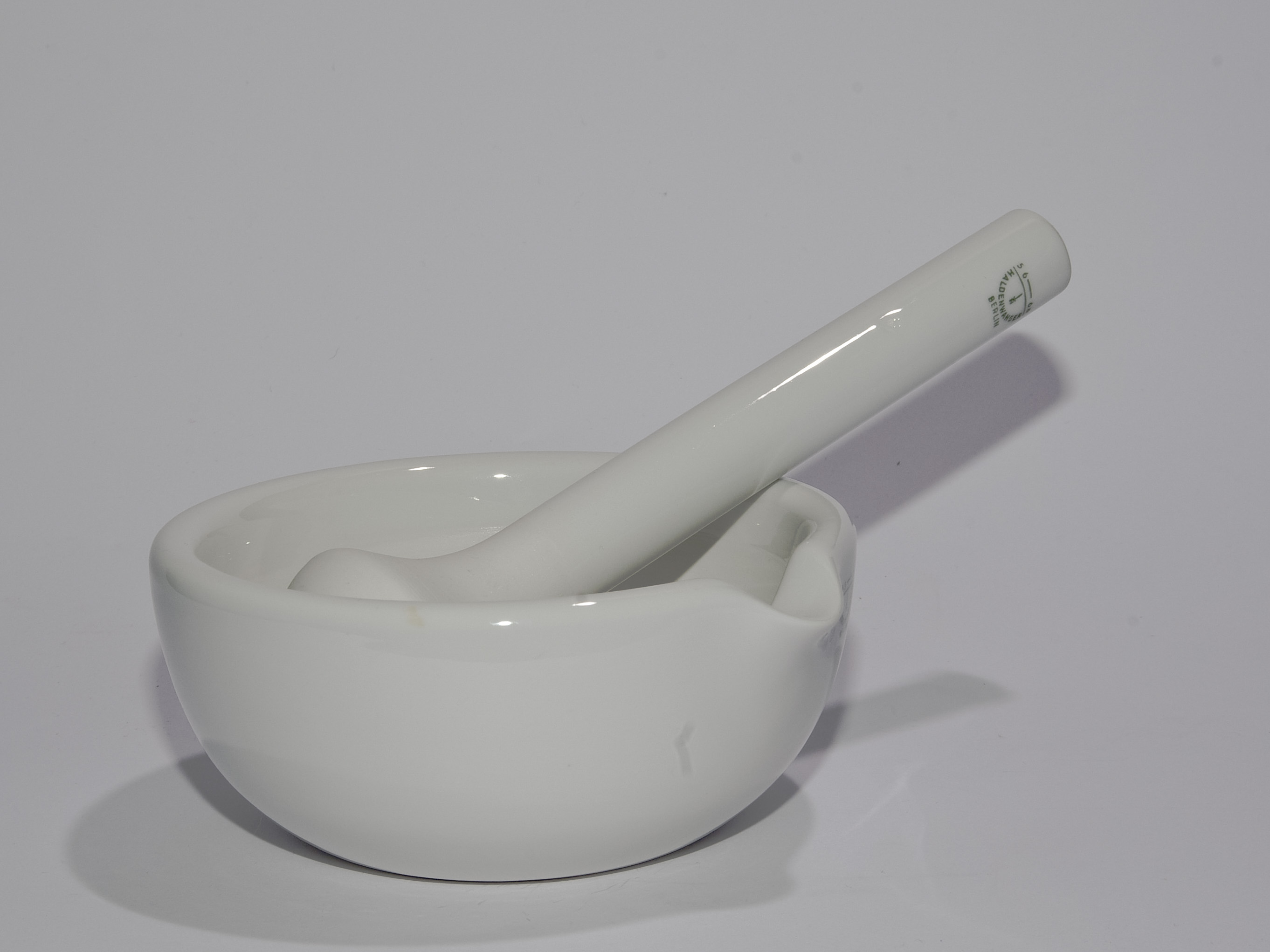
Mortero de porcelana para laboratorio

En un laboratorio de química o estudios se utilizan diversos materiales de laboratorio; a aquellos que están constituidos principalmente de porcelana, se los denomina material de porcelana.

## Metodología de uso
No sólo son muy delicados y frágiles, sino que además tienen un costo bastante alto. Por eso se recomienda tener especial cuidado con los materiales de porcelana. Al terminar de ser usados deben limpiarse bien en agua y esperar a que estén secos antes de volver a ser usados. Se ocupan para experimentos donde se utilizan temperaturas de hasta 1088 K (815 °C/1500 °F).

## Materiales de porcelana de laboratorio

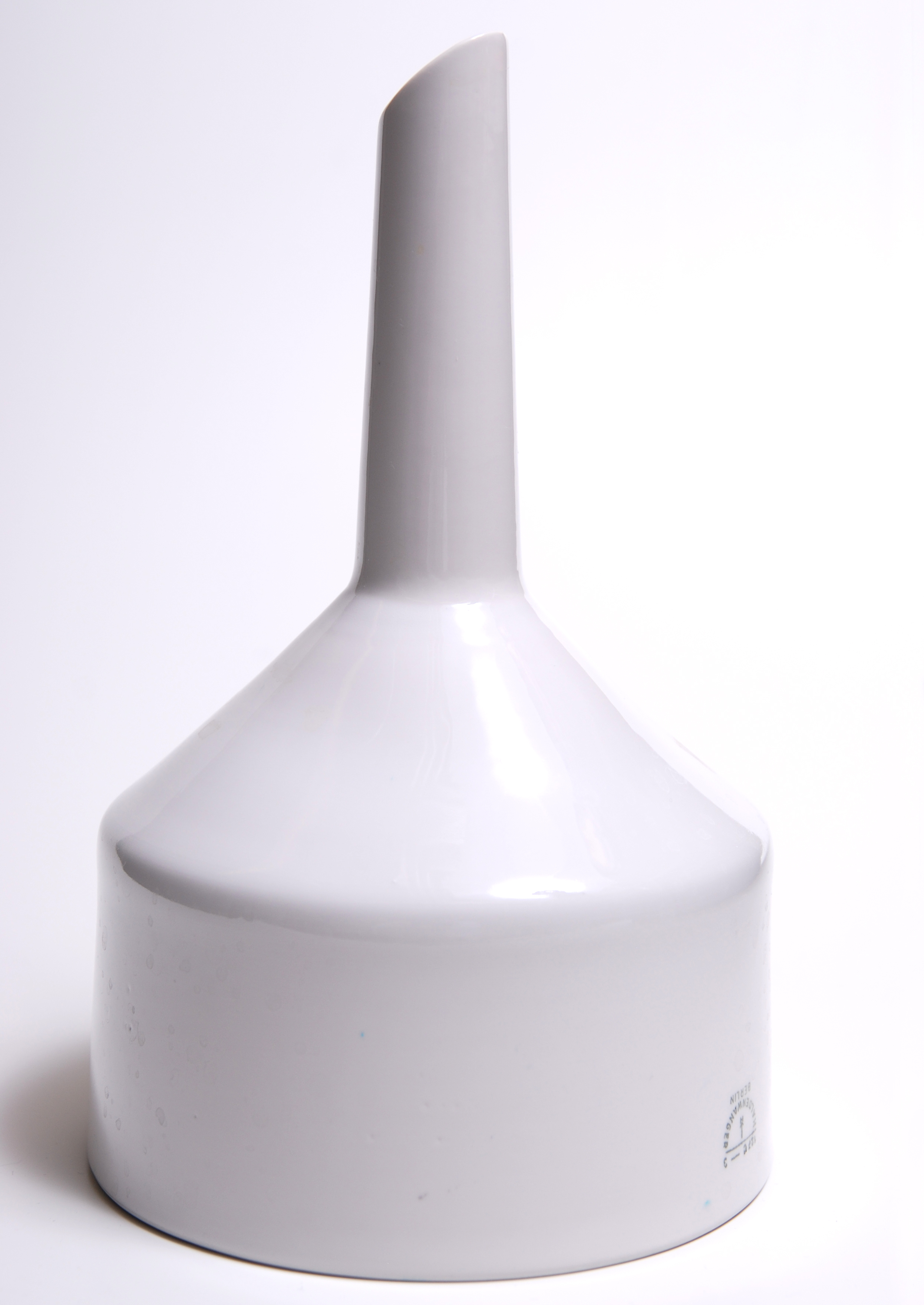
Embudo Büchner de porcelana

- Crisol de porcelana: Es un instrumento de gran eficiencia en el laboratorio porque puede ser utilizados como probeta, retorta, pero el uso más común es como recipiente para fundición el cual se utiliza en hornos o fuego con llama directa. El crisol pichi recipiente que normalmente está hecho de grafito con cierto contenido de arcilla y que puede soportar elementos a altas temperaturas, ya sea para derretir oro o cualquier otro metal, normalmente a más de 500 °C.
- Mortero (utensilio) y mano de mortero: Es un utensilio usado desde antiguo en boticas, farmacias y laboratorios para machacar distintas sustancias u otras. También está presente en la cocina tradicional para majar alimentos.
- Embudo Büchner: Se utiliza para realizar filtraciones. Tradicionalmente el embudo es de porcelana pero también existen en plástico para abaratar costes. Para realizar la filtración es necesario colocar el papel filtro del tamaño adecuado al embudo. Se puede realizar filtración por gravedad o mediante el proceso del vació mediante la ayuda de una bomba de succión, un matraz de kitasato y complementos de goma para garantizar el vacío.
- Cápsula de evaporación o calcinación: sirve para guardar soluciones y mediante el fuego, obtener las sustancias sólidas o cenizas que contienen la disolución
- Gradilla de porcelana: sirve para guardar los tubos de ensayo.
- Placas con cavidades: losas de porcelana con cavidades que se utilizan para depositar líquidos o realizar tinciones. Su uso es en laboratorios, centros farmacéuticos, sanitarios y dentales.[1]